# J. B. Straubel
Jeffrey Brian Straubel (Wisconsin, 20 de diciembre de 1975) es un empresario e ingeniero eléctrico estadounidense. Formó parte del equipo fundador de Tesla Motors y fue su Director Tecnológico Chief Technical Officer CTO desde mayo de 2005 hasta julio de 2019 en que se quedó como asesor sénior.
En Tesla, Inc. diseñó la ingeniería de los vehículos, evaluó las nuevas tecnologías, dirigió la investigación y desarrollo, gestionó las relaciones con socios y proveedores y controló la validación de sistemas.
Es uno de los mayores expertos del mundo en baterías.
Desde 2017 es CEO y fundador de Redwood Materials, que tiene el objetivo de reciclar baterías y basura electrónica.

## Carrera
Atendió al instituto Edgewood High School of the Sacred Heart en Madison, Wisconsin.
Se licenció en Ingeniería de Sistemas de Energía (B.S. in energy systems engineering, 1998) y obtuvo el máster en Ingeniería de Energía (M.S. in energy engineering, 2000) por la Universidad de Stanford.
Trabajó en Rosen Motors como ingeniero de propulsión desarrollando un motor para vehículo híbrido basado en una microturbina y un volante de inercia de alta velocidad.
Fue cofundador y CTO de la empresa aeroespacial Volacom, que diseñó una plataforma aviónica para grandes altitudes usando una fuente de energía novedosa. Inventó y patentó un concepto de propulsión híbrida que más adelante fue licenciado a Boeing.
Fue parte del equipo inicial de Pentadyne donde construyó un inversor de potencia de 150 kW, controles para el motor y sistemas de rodamientos magnéticos.
Fue consultor para firmas de capital riesgo como Taproot Ventures y Kleiner Perkins donde realizó informes de empresas start-ups en el campo de la energía y las tecnologías sostenibles. También fue consultor de Amory Lovins en el Rocky Mountain Institute.

### Tesla

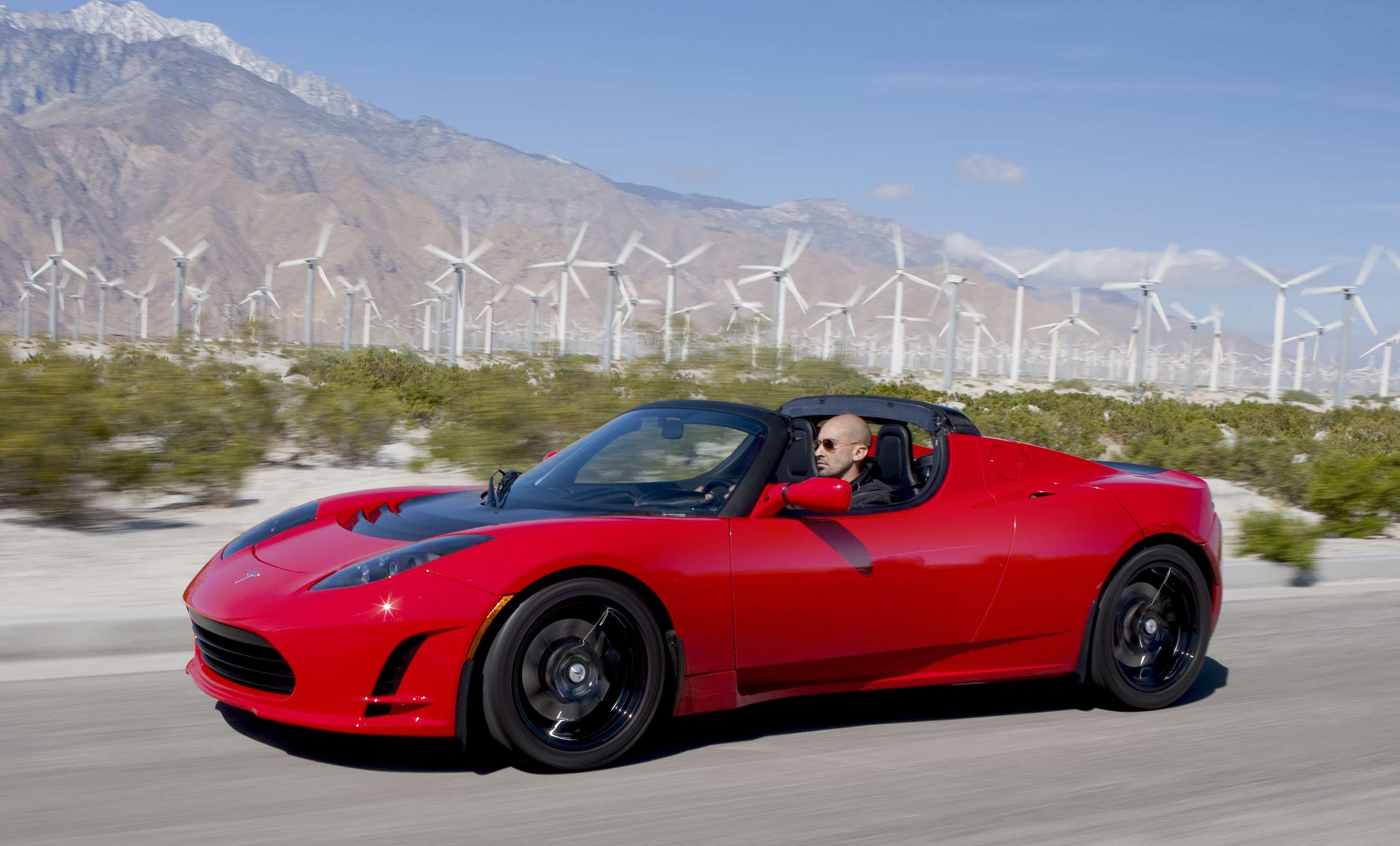
Tesla Roadster Sport 2.5.

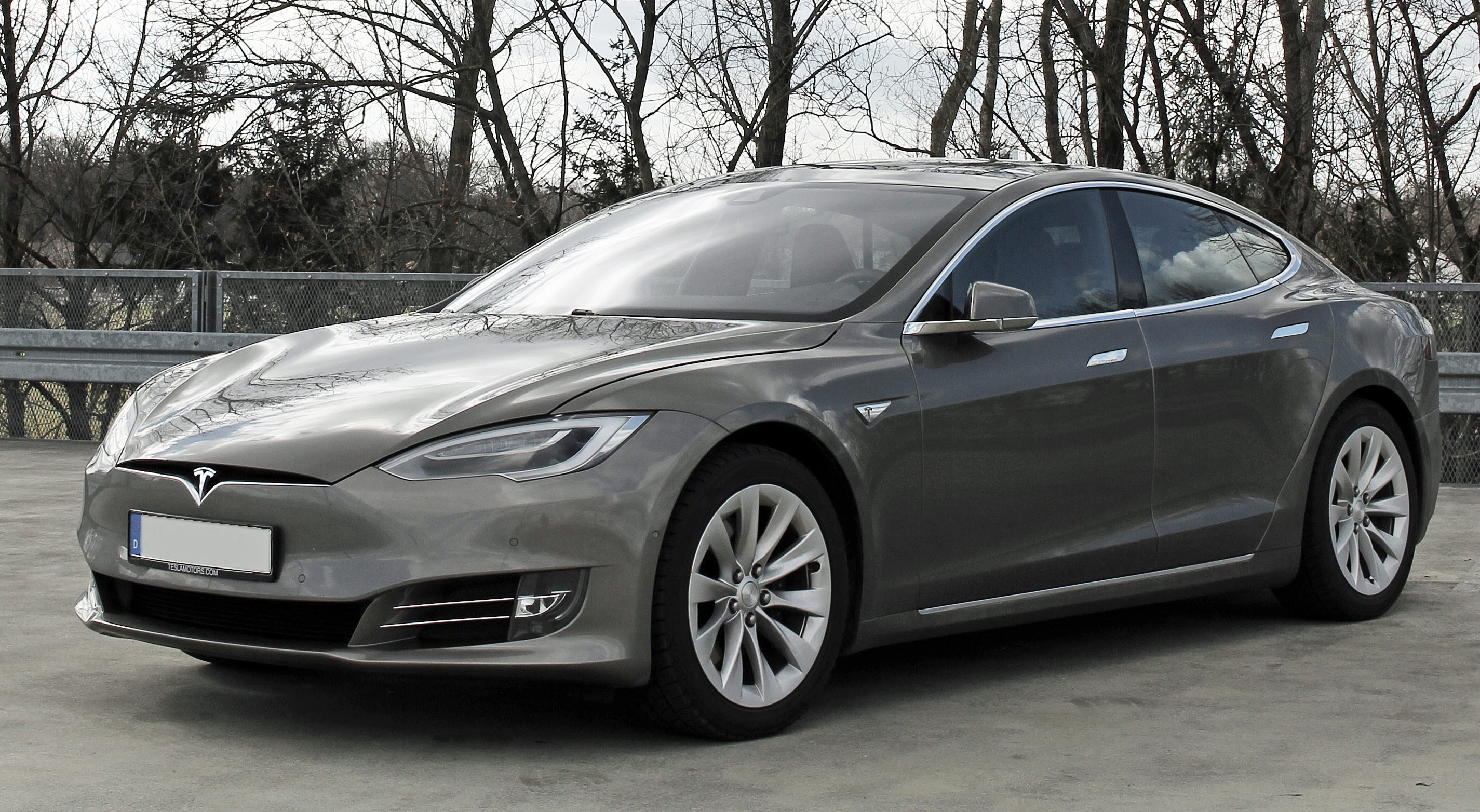
Tesla Model S

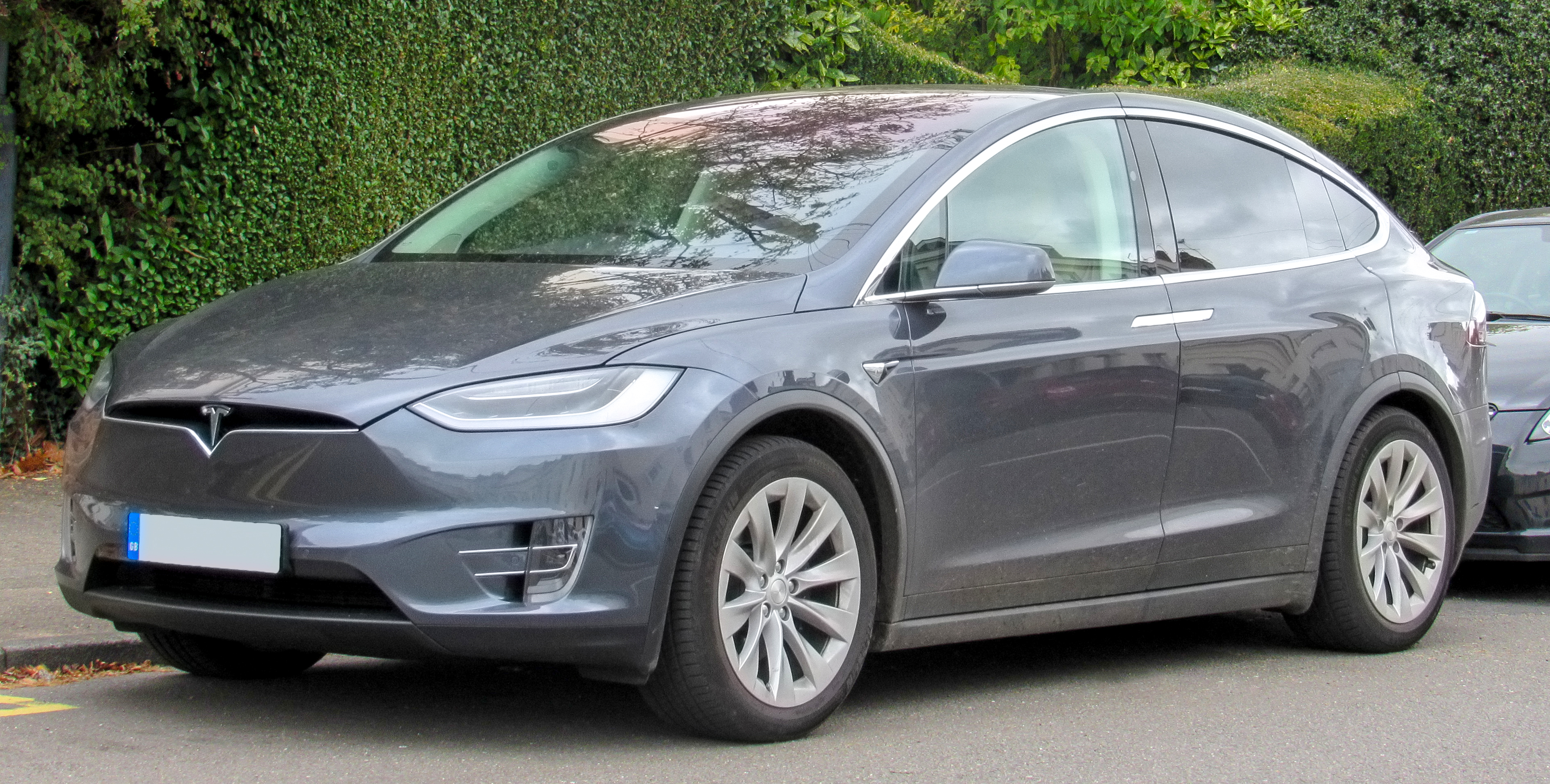
Tesla Model X.

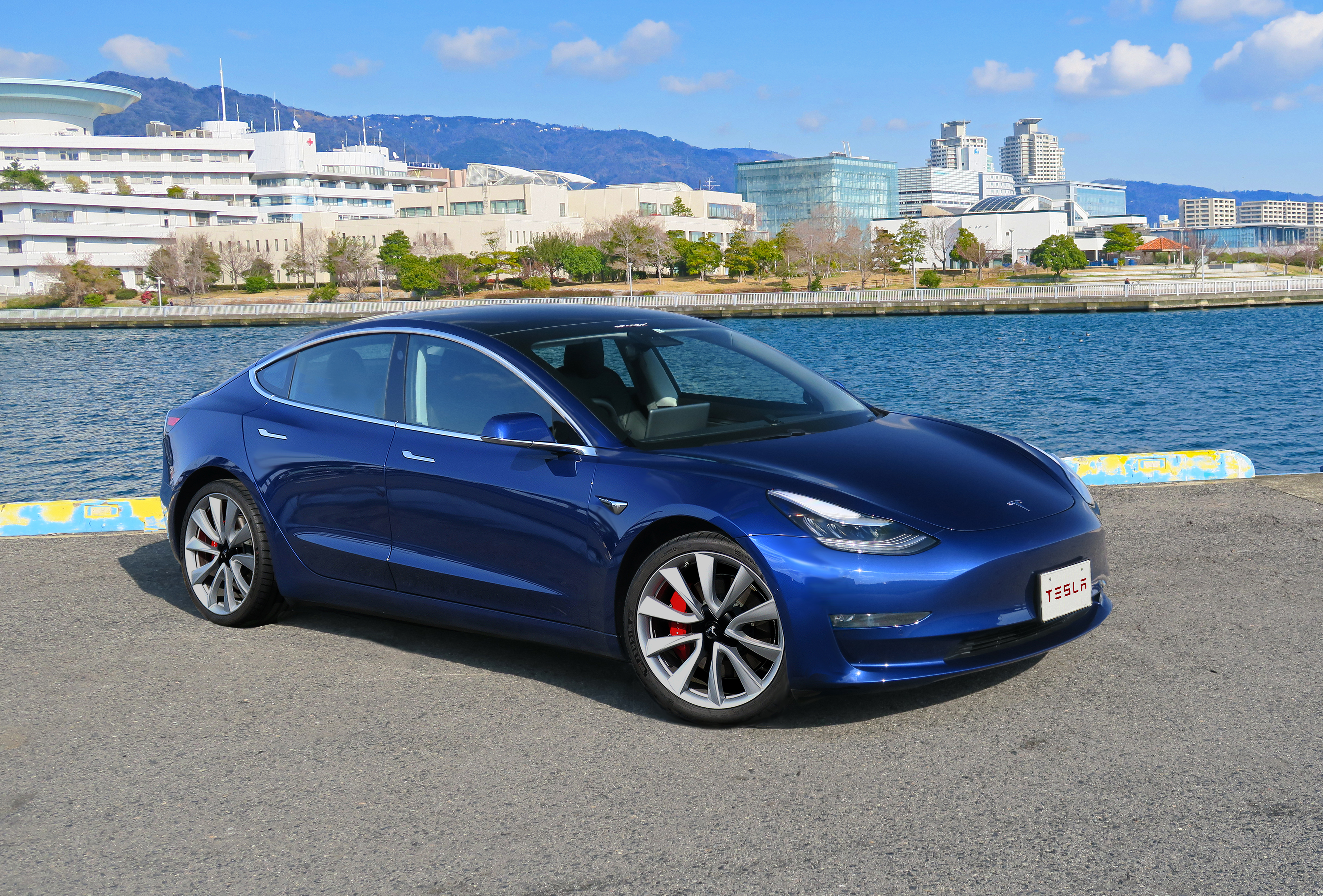
Tesla Model 3.

Tesla Powerwall

Tesla PowerPack

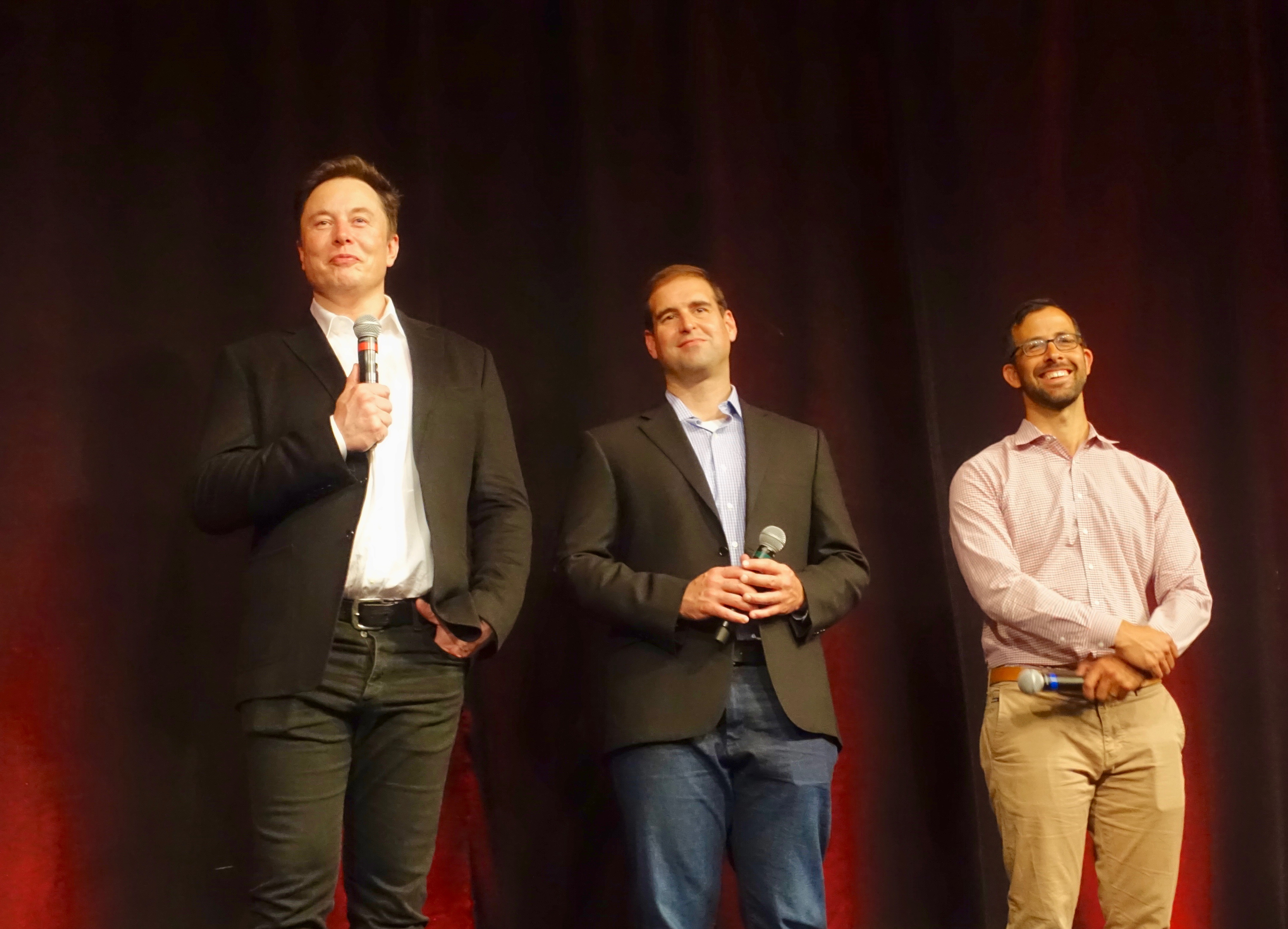
Elon Musk, J. B. Straubel y Drew Baglino

Desde el instituto uno de los objetivos de Elon Musk era comercializar coches eléctricos al mercado de masas comenzando por un deportivo de altas prestaciones dirigido a los que primero adoptan las tecnologías para luego moverse hacia el mercado general incluyendo berlinas más asequibles.
Hacia 2002 Straubel estaba convencido de que las pilas de iones de litio usadas en los aparatos electrónicos habían mejorado tanto que podrían usarse en un coche eléctrico. Comenzó rondas de inversión en Silicon Valley tratando de convencer a amigos de Stanford o inversores para crear ese coche eléctrico. En 2003 almorzó con Elon Musk en Los Ángeles, cerca de las oficinas de SpaceX, y tocó la fibra de Musk, que tenía un proyecto de vehículo eléctrico con ultracondensadores. Straubel le hizo ver los progresos de las baterías de iones de litio y a Musk le encantó la idea y le prometió 10 000 USD de los 100 000 USD que necesitaba.
Por aquel entonces Martin Eberhard y Marc Tarpenning tenían un proyecto similar y se habían fijado en el prototipo de coche deportivo T-Zero de AC Propulsion.
Tom Gage, presidente de AC Propulsion, propuso que los cuatro unieran fuerzas para maximizar las posibilidades de éxito.
Musk invirtió 6.5 millones de USD y se convirtió en el mayor accionista y presidente de Tesla. Straubel fue a la oficina para una reunión y fue contratado en mayo de 2004 como el quinto empleado de Tesla. Desde entonces se le considera cofundador de Tesla.
Martin Eberhard quedó como CEO hasta diciembre de 2007 y poco después abandonó Tesla Motors. En 2008 Elon Musk aceptó el puesto de CEO de Tesla Motors.
En junio de 2010 Tesla salió a bolsa con un precio de 17 USD y consiguió levantar 226 millones de USD.
J. B. Straubel fue CTO de Tesla desde mayo de 2005 hasta julio de 2019 en que pasó a tener un puesto de asesor sénior.

‘I’d like to thank JB for his fundamental role in creating and enabling Tesla. If we hadn’t had lunch in 2003, Tesla wouldn’t wouldn’t exist, basically.‘
‘Quisiera agradecer a J. B. por su papel fundamental en la creación y crecimiento de Tesla. Si no hubiésemos tenido aquella comida en 2003, básicamente Tesla no existiría.’
Elon Musk

‘I'm not disappearing. I'm excited to stay involved in some of our core technologies and follow that and help where I can, just in less of an operational — obviously not an executive-type role. I just want to make sure that people understand that this was not some lack of confidence in the company or the team or anything like that. I love the team and I love the company and I always will.‘
‘No desaparezco. Estoy entusiasmado por estar implicado en algunas de nuestras tecnologías troncales y las sigo y ayudo donde puedo, sólo que de una forma menos operacional y obviamente no en un papel ejecutivo. Quiero asegurarme que la gente entienda que esto no es una falta de confianza en la compañía o el equipo o algo así. Amo al equipo y amo la compañía y siempre lo haré.’
J. B. Straubel

‘It has been a really tough decision because I feel like I’m letting a lot of people down. But, also, you have to live life. I love inventing and creating and building things and am at peace knowing that about myself and wanting to reorient my life. I'm decompressing for a bit and having a little break, but I will have more to say in a few weeks.‘
‘Ha sido una decisión muy dura porque siento como si estuviera defraudando a mucha gente. Pero también tienes que vivir tu vida. Me encanta inventar, crear y construir cosas y estoy en paz conmigo mismo y quiero reorientar mi vida. Voy a hacer una descompresión durante un tiempo, pero diré algo en las próximas semanas.’
J. B. Straubel

Drew Baglino, que fue contratado por Straubel en 2006, pasó a ser CTO de Tesla, Inc. en julio de 2019.
Desde la fundación de Tesla, Straubel supervisó el diseño e ingeniería de los vehículos de Tesla. Tuvo responsabilidades de evaluación de nueva tecnología, software, firmware, investigación y desarrollo, revisión de diligencia técnica con proveedores y socios, validación de sistemas y pruebas.
El Tesla Roadster fue diseñado sobre la base tecnológica desarrollada para el Lotus Elise. A partir de ésta, los ingenieros de Tesla diseñaron un nuevo chasis. Los diseñadores de Tesla optaron por construir los paneles de la carrocería mediante la transferencia de resina moldeada (compuesta de fibra de carbono) para reducir al mínimo el peso, lo que hace al Roadster uno de los automóviles más baratos con una cubierta hecha totalmente de fibra de carbono.
El Roadster comparte menos del 7% de sus componentes con el Lotus Elise.
En el diseño del Tesla Roadster Straubel se marcó como objetivo una autonomía EPA de 250 mi (402 kilómetros). En vez de usar baterías tradicionales como en todos los vehículos eléctricos hasta entonces, tomó 6800 pilas cilíndricas 18650 de iones de litio de las usadas en los ordenadores portátiles para formar un paquete de 450 kg. La disipación de calor era siete veces superior a si hubiese usado 20 baterías grandes, porque la superficie total era de 27 m². En el equipo tuvieron discusiones sobre el uso de refrigeración por aire o por líquido. Straubel apostó por la refrigeración líquida porque daba más control sobre la temperatura y más seguridad en el caso de que una pila ardiera.
Straubel y sus ingenieros patentaron un sistema de refrigeración de las baterías por medio de unos tubos que hacían circular una mezcla de agua y glicol al 50%.
Al usar el controlador analógico de AC Propulsion encontraron fallos esporádicos. Straubel propuso diseñar un controlador digital desde cero, pero se decidió trabajar durante meses intentando corregir el analógico. Straubel trabajó con su equipo creando unos aparatos digitales de prueba para probar la longevidad de las baterías. Adquirieron la confianza suficiente para abandonar el controlador analógico y crear un nuevo controlador digital desde cero.
Inicialmente usaron una caja de cambios de dos marchas producida por Magna. El sistema de cambio se desgastaba en unos miles de kilómetros. Straubel encontró la manera de usar una caja de una marcha, añadiendo transistores de altas prestaciones y rediseñando las conexiones eléctricas entre el motor y la transmisión para no sacrificar la aceleración ni la velocidad máxima.
En las primeras pruebas solo consiguieron una autonomía de 170 mi (274 kilómetros). Mejoraron la aerodinámica del vehículo, bajaron su resistencia a la rodadura, cambiaron las pinzas de freno, ajustaron las presiones de los neumáticos. En los frenos diseñaron un sistema que separaba las pastillas de los discos para eliminar los rozamientos cuando no se aplicaban los frenos.
Finalmente el Tesla Roadster consiguió una autonomía EPA de 244 mi (393 kilómetros), que fue la mayor para un coche eléctrico de serie. El Tesla Roadster 2.5 Sport aceleraba de 0 a 100 km/h en 3.7 segundos.
Straubel fue una persona clave en la fabricación de los vehículos eléctricos Tesla Roadster, Tesla Model S, Tesla Model X, Tesla Model 3 y Tesla Model Y.

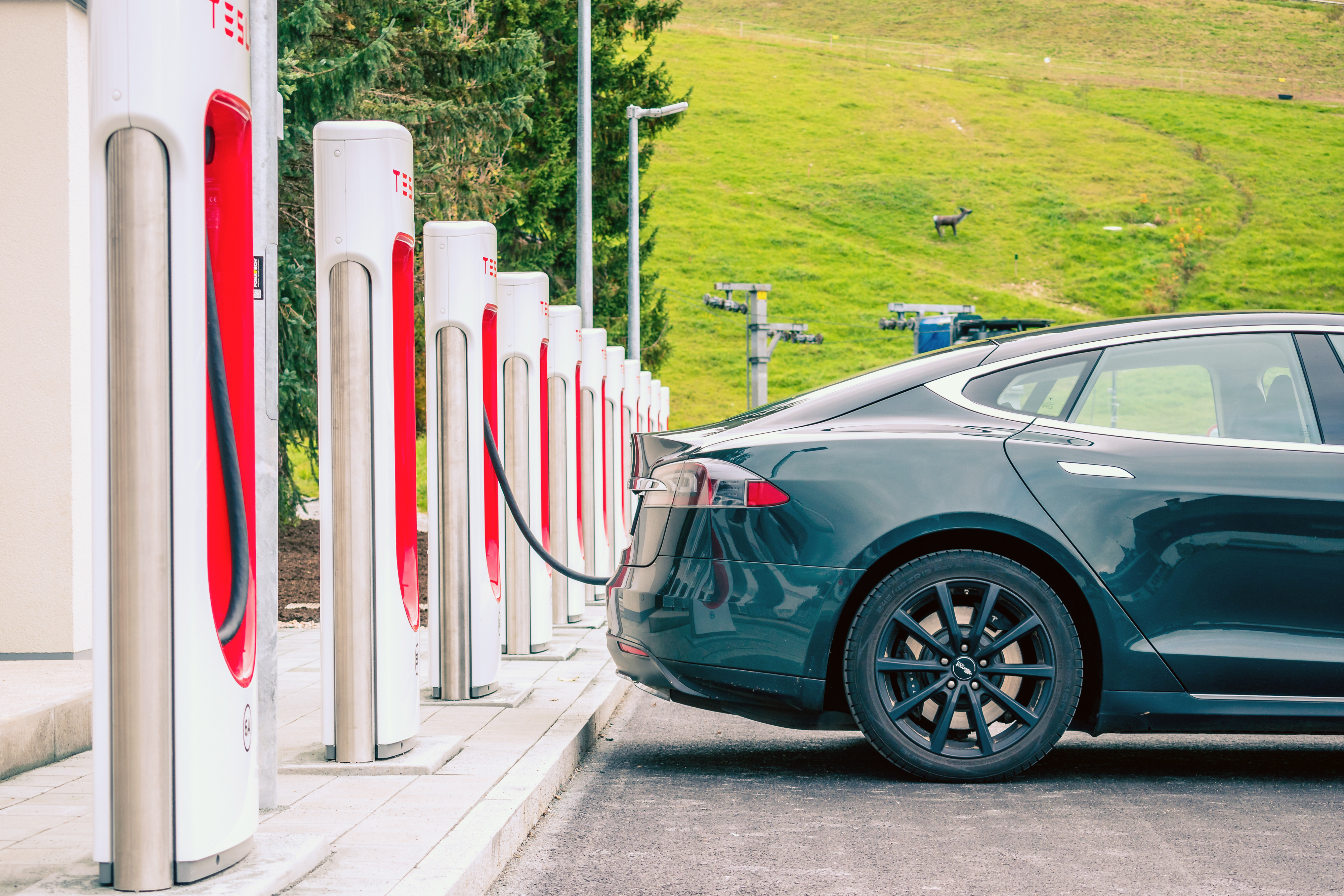
Tesla Supercharger en Flachau, Austria.

Fue un gran impulsor del almacenamiento de energía en baterías estacionarias para modular las fluctuaciones de la producción de energía solar fotovoltaica y eólica, que por su naturaleza son intermitentes.
Su equipo diseñó los sistemas de almacenamiento estacionario de energía Tesla Powerwall, Tesla Powerpack y Tesla Megapack. Straubel fue decisivo en la construcción de la fábrica Tesla Fremont, la Gigafactoría Tesla Nevada, la Gigafactoría Tesla Buffalo y la Gigafábrica Tesla Shanghái.
Apoyó e impulsó la integración vertical de Tesla para optimizar el proceso de carga de vehículos eléctricos, fabricando los componentes claves como los cargadores rápidos, la electrónica de monitorización de la batería y el sistema de refrigeración.
Impulsó con fuerza la red de cargadores rápidos Superchargers, que inicialmente eran de 120 kW y en 2019 alcanzaban los 250 kW, y desaconsejó las estaciones de intercambio de baterías. En julio de 2020 Tesla disponía en todo el mundo de 1971 estaciones de recarga rápida con 17 467 puntos de recarga, lo que la convertía en la mayor red de recarga rápida.
Su nombre aparece en muchas patentes de Tesla, especialmente en las relacionadas con las baterías: seguridad, arquitectura, monitorización y gestión de potencia.
Es uno de los mayores expertos del mundo en baterías.

##### Seguridad

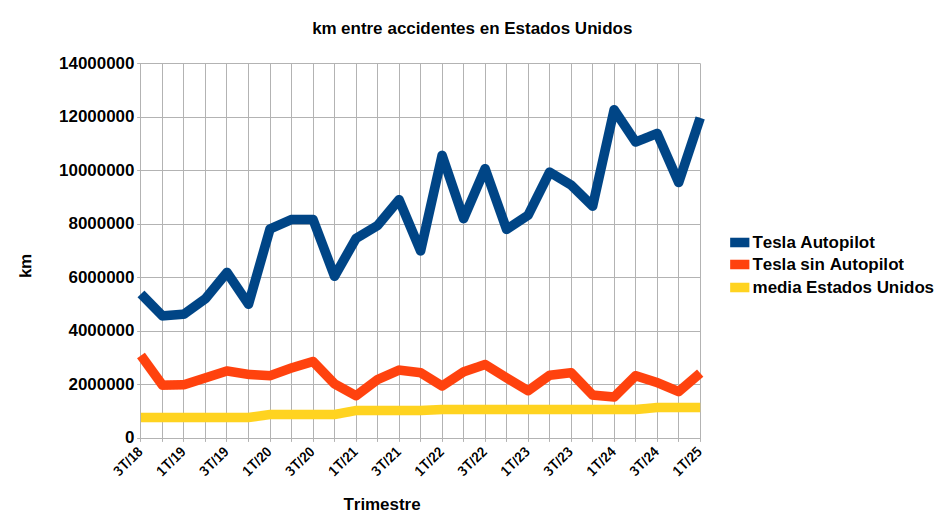
Gráfica estadística de accidentes graves en Estados Unidos. Tesla y media general.

Desde su fundación Tesla puso la seguridad en un primer plano incorporándola en su misión. JB Straubel dirigió la estrategia de seguridad activa y pasiva en Tesla.
En 2006 Tesla realizó pruebas de choque para el Roadster que excedían los requerimientos de Federal Motor Vehicle Safety Standards (FMVSS).
En 2013 el Tesla Model S obtuvo las mejores calificaciones de la historia en las pruebas de choque de la National Highway Traffic Safety Administration (NHTSA) en todas las categorías.
El diseño de las baterías y las medidas de seguridad implementadas reducían en 4.5 veces el riesgo de incendio comparado con los coches de combustión que tenían un incendio por cada 1350 vehículos, mientras que los Teslas lo tenían cada 6333.
Tras dos accidentes en los que la batería se incendió sin causar lesiones a personas, en marzo de 2014 Tesla rediseñó y colocó un triple escudo para proteger la batería de los objetos abandonados en la calzada.
En noviembre de 2014 el Tesla Model S obtuvo una calificación de 5 estrellas en las pruebas de choque EuroNCAP, que ponen énfasis en la seguridad activa que trata de evitar accidentes. El Tesla Model S estructuralmente es muy diferente a los coches convencionales ya que al tener la batería en el suelo y entre los ejes, el centro de gravedad está muy bajo, por lo que el vuelco es casi imposible. Al no tener motor bajo el capó delantero, dispone de una zona grande para la absorción de la energía del choque frontal. El bastidor está reforzado con piezas de aluminio extruido colocadas en zonas estratégicas y el techo puede aguantar sin ceder hasta 4 g.
Desde octubre de 2014 todos los Teslas vienen de serie con cámaras, radar y sensores ultrasónicos que se usan para la seguridad activa y la ayuda a la conducción.
El 30 de junio de 2016 se produjo el primer accidente mortal en el que el sistema Autopilot estaba activado y el conductor no estaba atento. Para entonces había un accidente mortal en Estados Unidos cada 151 millones de kilómetros recorridos, mientras que los vehículos con Autopilot activado habían recorrido 209 millones de kilómetros hasta el primer accidente mortal.
En junio de 2017 la National Highway Traffic Safety Administration (NHTSA) anunció que el Tesla Model X había obtenido 5 estrellas en todas las categorías y subcategorías de sus pruebas de choque. Tras el Tesla Model S era el segundo mejor vehículo con la probabilidad más baja de lesiones a los ocupantes en toda la historia de las pruebas.
En marzo de 2018 había un accidente mortal cada 515 millones de kilómetros recorridos por los vehículos Tesla equipados con el hardware Autopilot frente a los 138 millones de kilómetros recorridos por el resto de fabricantes. Tesla declaró que el Autopilot no prevenía todos los accidentes, pero era mucho menos probable que ocurrieran, haciendo el mundo más seguro para los ocupantes, peatones y ciclistas. En el mundo cada año había 1.25 millones de muertes en accidentes de tráfico. Tesla afirmó que si se aplicara su nivel de seguridad en todos los vehículos se salvarían 900 000 vidas cada año.
Todos los vehículos Tesla están conectados y esto permite recoger datos de conducción real para mejorar la seguridad. Esta conexión permanente permite a Tesla conocer cuándo se ha producido un accidente y hacer un seguimiento a través de los centros de servicio Tesla, que funcionan de forma diferente a los concesionarios del resto de marcas. Desde principios de 2018 Tesla comenzó a publicar un informe de seguridad trimestral. En el tercer trimestre de 2018 hubo un accidente grave cada 5.37 millones de kilómetros cuando el sistema Autopilot estaba activado. Cuando el Autopilot estaba desactivado hubo un accidente grave cada 3.08 millones de kilómetros recorridos. En Estados Unidos hubo un accidente grave cada 792 000 kilómetros recorridos. Inmediatamente después de que ocurra un accidente Tesla llama al conductor para evaluar su estado, lesiones y daños. Esta información la usa para mejorar la seguridad de toda la flota.
En octubre de 2018 Tesla anunció que el Tesla Model 3 era el coche con la menor probabilidad de lesiones según las pruebas de la National Highway Traffic Safety Administration (NHTSA), desplazando al Tesla Model S al segundo puesto y al Tesla Model X al tercer lugar. Los vuelcos son responsables de un gran número de lesiones y muertes en accidentes de tráfico. La batería del Model 3 está en el suelo y por tanto le proporciona un centro de gravedad muy bajo. El motor eléctrico trasero está por delante del eje trasero minimizando la energía cinética de rotación. En el caso improbable de vuelco el Tesla Model 3 tiene una estructura de bastidor que puede soportar cargas superiores a cuatro veces su propio peso con una mínima deformación estructural.
En mayo de 2019 Tesla desplegó una actualización de software telemática para toda su flota (posterior a octubre de 2016) incorporando las funciones Lane Departure Avoidance y Emergency Lane Departure Avoidance orientadas a mantener el vehículo dentro del carril y evitar colisiones.
En julio de 2019 el Tesla Model 3 obtuvo cinco estrellas en todas las categorías de las pruebas EuroNCAP. En la categoría de Asistencias a la seguridad, que evalúa las características de seguridad activa para evitar accidentes, reducir las lesiones y prevenir la salida de carril, el Tesla Model 3 alcanzó las máximas calificaciones jamás conseguidas según los protocolos de prueba 2018/2019.
En septiembre de 2019 el Tesla Model 3 consiguió el premio 2019 IIHS TOP SAFETY PICK+ del Insurance Institute for Highway Safety (IIHS). Durante las pruebas el techo de cristal resistió más de 9072 kg de peso, que equivalen a más de cinco Tesla Model 3 encima del techo. Esto era el máximo alcanzado por ningún otro vehículo totalmente eléctrico probado por el IIHS.
En diciembre de 2019 el Tesla Model X alcanzó 5 estrellas en las pruebas European New Car Assessment Programme (Euro NCAP) y fue la máxima calificación de la clase Large Off-Road según el protocolo 2018/2019.
En enero de 2021 el Tesla Model Y consiguió 5 estrellas en las pruebas del National Highway Traffic Safety Administration (NHTSA). Registró un riesgo de vuelco del 7.9%, que hasta la fecha era el menor registrado por la organización para un SUV.
En el primer trimestre de 2021 Tesla registró un accidente grave por cada 6.74 millones de kilómetros recorridos cuando el Autopilot estaba conectado, 3.30 millones de kilómetros cuando las funciones de seguridad estaban activas y 1.57 millones de kilómetros cuando todas las funciones de seguridad activa estaban desconectadas. Según la NHTSA en Estados Unidos hubo un accidente grave cada 779 000 kilómetros recorridos. Entonces un vehículo Tesla tenía que recorrer entre 2 y 8.6 veces más kilómetros que el coche medio estadounidense para tener un accidente grave.
En junio de 2021 Tesla afirmó que de todos los vehículos probados por la NHTSA desde 2011 los seis que tenían la menor probabilidad de lesiones para sus ocupantes eran de Tesla: Tesla Model 3 RWD 2018, Tesla Model S Plaid 2021, Tesla Model 3 AWD 2019, Tesla Model S RWD 2013, Tesla Model Y AWD 2020 y Tesla Model X 2017.

#### Remuneración
Como CTO Chief Technology Officer en Tesla, J. B. Straubel recibió una remuneración total de 467 603 USD en 2013,
249 600 USD por salario, 10 500 USD como bonus y 207 503 USD como opciones sobre acciones (stock options),
En julio de 2019 disponía de 618 000 acciones de Tesla y su patrimonio se calculaba en unos 140 millones de USD.
Straubel fue CTO de Tesla desde mayo de 2005 hasta julio de 2019.
En junio de 2010 Tesla salió a bolsa con un precio de 17 USD. En julio de 2019 la acción cotizaba a 230 USD, por lo que había multiplicado por 13 su valor. En agosto de 2020 la acción alcanzó los 1648 USD y Tesla tenía una capitalización bursátil de 307 904 millones de USD. Esto convertía a Tesla en el primer fabricante de automóviles por valor en bolsa cuando solo había vendido un millón de vehículos en los 12 años desde que produjo el primer Tesla Roadster (2008).
El 24 de septiembre de 2021 la capitalización bursátil era de 775 760 millones de USD.

### SolarCity
Además de su trabajo en Tesla Straubel estuvo en el consejo de dirección de SolarCity, empresa dedicada a la fabricación e instalación de energía solar fotovoltaica.
SolarCity se fusionó con Tesla, Inc. el 21 de noviembre de 2016. Straubel afirmó que al combinar los vehículos eléctricos, el almacenamiento de energía eléctrica doméstico y la producción de energía solar fotovoltaica Tesla se convertía en la compañía a la que ir para un estilo de vida sostenible.

### Universidad
Fue profesor en la Universidad de Stanford, donde impartió el curso de integración del almacenamiento de energía (CEE 176C & CEE 276C. Energy Storage Integration - Vehicles, Renewables, and the Grid) en el programa de Atmósfera y Energía del año académico 2015-2016.

### Redwood Materials
Redwood Materials es una compañía establecida en Nevada en 2017 con el objetivo de reciclar a gran escala baterías de iones de litio y basura electrónica. En mayo de 2018 empezó a comprar maquinaria para galvanoplastia, electrólisis y electroforesis.
En agosto de 2020 seguía operando en modo oculto (stealth mode) mientras desarrollaba las tecnologías y procesos.

Straubel es el CEO de Redwood Materials y la fundó cuando todavía era CTO de Tesla.
En el logotipo de Redwood Materials las «oo» se representan con un símbolo de infinito ∞ que tiene dos flechas incrustadas con el intento de mostrar un reciclaje casi infinito de los materiales.
El 29 de agosto de 2020 Straubel concedió una entrevista a The Wall Street Journal en la que reveló:
- Redwood Materials estaba inventando materiales sostenibles al crear cadenas de suministro circulares, convirtiendo basura en beneficio y resolviendo los impactos medioambientales de los nuevos productos antes de que ocurran.

- En 2019 Panasonic, socio de Tesla en la producción de baterías, comenzó una colaboración con Redwood Materials para recuperar los descartes y residuos de la producción de baterías: todos los descartes procedentes de la Gigafactoría de Tesla en Nevada se enviaban a Redwood.

- En 2020 Redwood  cerró su primera ronda de financiación con 40 millones de USD invertidos por Capricorn Investment Group y Breakthrough Energy Ventures, un fondo de inversión medioambiental que incluye al fundador de Amazon, Jeff Bezos y al cofundador de Microsoft, Bill Gates.

- Como parte del compromiso de Amazon con The Climate Pledge, un programa para la inversión de 2000 millones de USD para ayudar a Amazon y a otras compañías a acelerar el camino hacia un balance cero de carbono, Redwood recibió una inversión. Redwood ofrecerá a Amazon y a otras compañías formas sostenibles para reciclar baterías y productos electrónicos por medio de procesos de refinado medioambientalmente sostenibles para crear una cadena de suministro circular. Redwood Materials también ayudará a Amazon a reciclar vehículos eléctricos, otras baterías de iones de litio y basura electrónica procedentes de negocios de Amazon.
- En julio de 2021 Redwood Materials tenía más de 130 empleados.[51]

- Straubel esperaba que en 10 años el reciclaje reduciría a la mitad el precio de los materiales para las baterías de iones de litio en comparación con el minado de dichos materiales.

- En junio de 2021 Redwood anunció los planes para ampliar su instalación de Carson City, Nevada, hasta 51097 metros cuadrados, y para construir otra instalación en el Tahoe-Reno Industrial Center y contratar a más de 500 empleados.[52]

En julio de 2021 Redwood levantó 700 millones de USD de inversores y firmas de capital riesgo. El grupo de gestión de inversiones T. Rowe Price Associates dirigió la Serie C de la ronda de inversión que incluyó a Goldman Sachs Asset Management, Baillie Gifford, Canada Pension Plan Investment Board, Fidelity Investments, Valor Equity Partners, Emerson Collective y Franklin Templeton Investments. También volvieron a invertir capital adicional Capricorn’s Technology Impact Fund, Breakthrough Energy Ventures (de Bill Gates) y el Climate Pledge Fund de Amazon.

### Straubel Foundation
Desde 2015 es Presidente de la Straubel Foundation. Es una organización centrada en la sostenibilidad global, la educación y la ciencia. Descubre nuevos talentos y entrega premios anuales de emprendimiento y ciencia.
Su esposa Boryana Straubel fue la Directora Ejecutiva de la Fundación hasta su fallecimiento en 2021.
En 2019 concedió uno de los premios al liderazgo a la activista Greta Thunberg.
La Straubel Foundation entregó los premios:
- 2017: Rebecca Hui, Danielle Devera, Ashley Scholes, Zachary Koop
- 2018: Eric Reynolds Brubaker, Kelsey Skaggs, Adam Eberwein, Diego Ontaneda Benavides, Connie Liu, Heather Hochrein, Daniela Fernández, Madhav Datt, Margaret Poda, Ritish Patnaik,  Jadelynn Dao, Marissa Walter, Ritik Patnaik y Amanda Boone.
- 2019: Greta Thunberg, Miranda Wang, Bernard Johnson, Fionn Ferreira, Kehkashan Basu, Alice Cherry, Neil Deshmukh, Jenna Nicholas, Neil Yeoh, Katrina Klett y Harrison Hochman.
- 2020: Tiffany Yu, Kostadin Nedev, Julian O'Shea, Yotam Ariel, Boryana Uzunova, Andrew Diep-Tran, Salvador Gómez-Colón, Ernesto Nam Song, Neha Shukla, Perisa Ashar, Laura Taylor-Kale, Shloka Janapaty, Akua McLeod y Ana María Tárano.[55]

## Vida personal

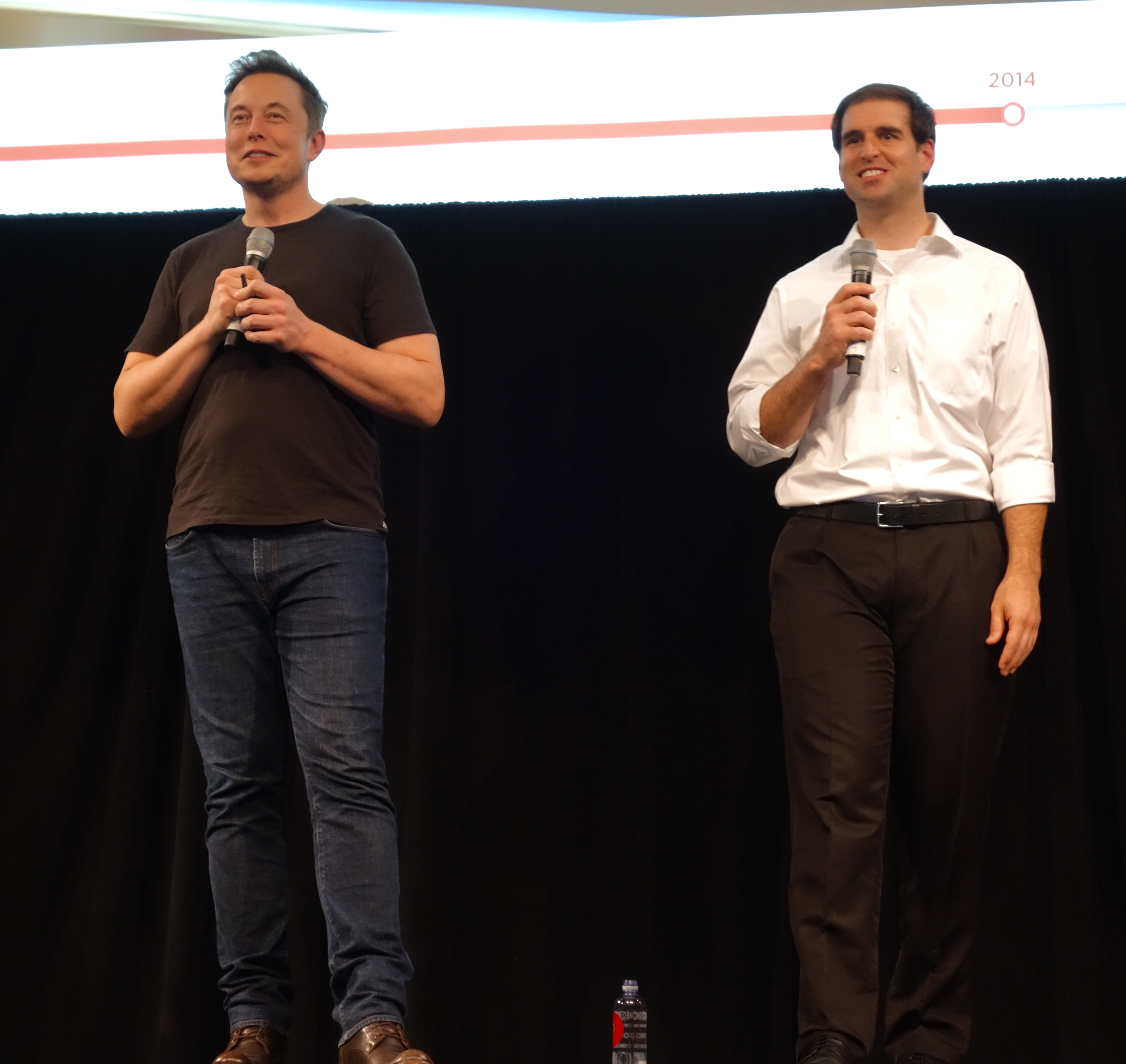
Elon Musk y J. B. Straubel en 2016.

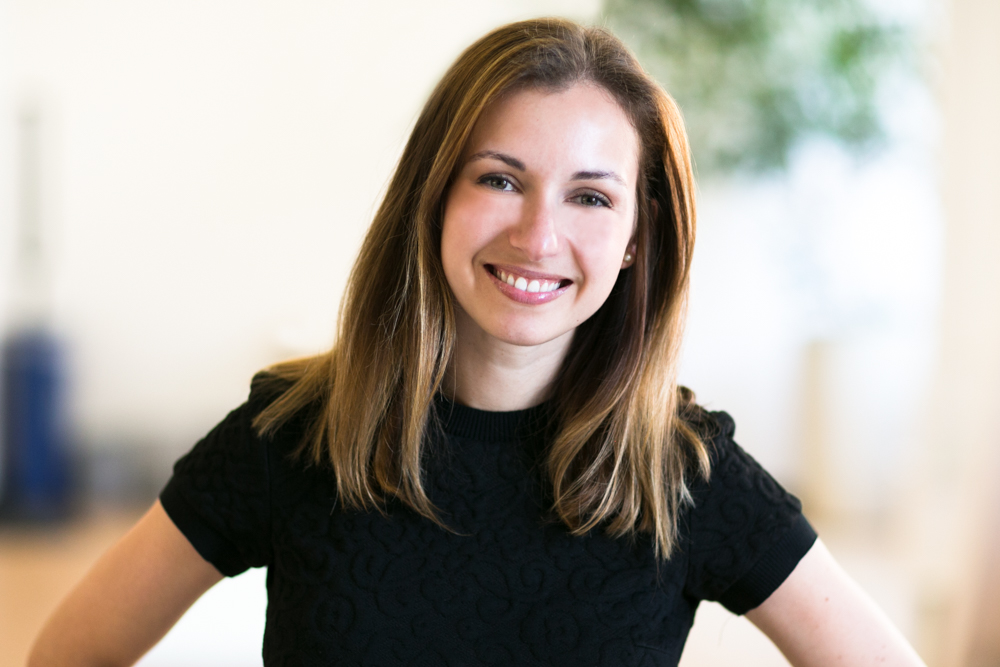
Boryana Straubel en 2015

Cuando tenía 13 años modificó un carrito de golf que compró en un desguace. Estando en el instituto fabricó un overcraft para una feria de ciencia. Reutilizó un soplador de hojas para una fragua casera en la que consiguió derretir aluminio.
En una clase del laboratorio de química del instituto una mezcla de sustancias explotó el vaso de vidrio que las contenía lanzando cristal a su cara donde le dejó una cicatriz de cinco centímetros en el pómulo izquierdo. En el sótano de su casa montó un laboratorio de química.
Construyó una bicicleta eléctrica personalizada partiendo de un modelo Schwinn Mountain Bike. Llevaba 2 baterías de plomo ácido de 17 Ah. El motor de 1 CV y 24 V era de imán permanente.
El cargador era de 24 V y 5 A. La velocidad máxima era de 51 km/h. El peso era de 31 kg. El motor, los pedales y la rueda trasera estaban separados por piñones libres para permitir pedalear sin asistencia del motor, propulsar con el motor sin pedalear o circular por inercia sin usar el motor ni los pedales.
Por 1600 USD compró un Porsche 944 de 1984, lo convirtió en eléctrico y consiguió una marca en una carrera para coches eléctricos.
Diseñó un sistema de tráiler híbrido.
Participó en un equipo de la Universidad de Stanford que construyó y participó en una carrera de coches solares.
Es un visionario de la expansión de los vehículos eléctricos y trabajó para acelerar la transición hacia un transporte y una energía sostenible.
Es un experimentado piloto privado con licencia para vuelo instrumental y multimotor.
El 3 de agosto de 2013 se casó con Boryana Dineva y vivieron en Woodside, California.
Su esposa Boryana Straubel (Boryana Dineva de soltera) nació en Mezdra, Bulgaria en mayo de 1983. Vivió sus primeros años en Alemania, Austria y Rusia. Se mudó a Estados Unidos en 2005. Obtuvo una licenciatura en Economía (B.S. in Economics) y dos máster en Gestión (M.S. in Management Sloan, M.S. in Management Science and Engineering) por la Universidad de Stanford. Fue experta en análisis de datos, recursos humanos, gestión del cambio y adquisición de talento.
Boryana era bilingüe nativa en búlgaro e inglés, y tenía competencia profesional en alemán y conocimientos básicos de ruso y español. De 2011 a 2015 fue Directora de Recursos Humanos, Operaciones y Análisis de Datos en Tesla.  De 2015 a 2016 fue Vicepresidenta de Recursos Humanos de la Wikimedia Foundation.
De marzo de 2016 a julio de 2017 fue Directora de Programas en Tesla.
En 2015 Boryana tuvo dos hijos mellizos con J.B. Straubel.
Boryana Straubel, como Directora de Recursos Humanos de Tesla, contrató a cientos de trabajadores que para 2021 habían conseguido fabricar los seis vehículos que tenían la menor probabilidad de lesiones para sus ocupantes: Tesla Model 3 RWD 2018, Tesla Model S Plaid 2021, Tesla Model 3 AWD 2019, Tesla Model S RWD 2013, Tesla Model Y AWD 2020 y Tesla Model X 2017.
A las 7:44 AM del sábado 19 de junio de 2021 Boryana Straubel falleció a los 38 años cuando circulaba en bicicleta en Washoe County, Nevada. Un Ford Edge SEL gris metalizado de 2015 que circulaba hacia el sur por la carretera U.S. 395 Alternate se saltó la doble línea continua amarilla y arrolló a la bicicleta que circulaba en el otro sentido hacia el norte por un carril bici. Se certificó su fallecimiento en el lugar del accidente.
El golpe fue tan brutal que el cuadro de la bicicleta, fabricado en fibra de carbono, quedó roto en varios trozos.
El lugar del accidente está próximo al poste miliario 1 de la carretera US 395 Alternate (39.2278057,- 119.8110498).
La carretera US 395 Alternate era la antigua autovía y en 2021 era amplia y apenas tenía tráfico local porque la autovía entre Reno y Carson City discurría junto a ella. El lugar del accidente es un tramo recto sin desniveles donde el límite de velocidad es de 45 mph (72 km/h).
El Ford Edge 2015 no disponía de aviso de colisión ni de sistema de mantenimiento de carril en el acabado SEL. En las versiones Titanium y Sport estaban disponibles como opciones el aviso de colisión con frenado de emergencia y el sistema de mantenimiento de carril con asistencia.

## Reconocimientos
En julio de 2006 apareció en una fotografía en el periódico The Economist conduciendo al gobernador Arnold Schwarzenegger en un Tesla Roadster en Santa Mónica, California.
La revista Popular Science le dedicó un artículo completo en abril de 2007.
En septiembre de 2007 participó en el panel "Clean, Secure, and Efficient Energy" en la Stanford University junto con el anterior Secretario de Estado George Shultz, donde enfatizó la importancia de la educación sobre el cambio climático y las formas de reducir las emisiones de CO2 en los sistemas de producción de energía.
A principios de 2008 Stanford Magazine escribió un reportaje sobre el creciente papel de Straubel y antiguos estudiantes de Stanford en Tesla.
En 2008 la Technology Review TR35 del MIT le nombró como uno de los 35 innovadores más destacados por debajo de los 35 años.
En septiembre de 2008 participó en el panel de una conferencia sobre transporte sostenible en Boston.
En julio de 2008 pronunció el discurso de graduación en Stanford Alumni EDAY.
En julio de 2008, Straubel participó en un debate sobre la progresión hacia el vehículo eléctrico en la universidad UC Davis.
En septiembre de 2008 impartió una conferencia sobre transporte verde en MIT Emtech en Boston
En 2009 se le otorgó el premio Design News Engineer of the Year Award.
En marzo de 2012, Straubel participó en la DESIGN West conference, organizada por UBM Electronics, en el McEnery Convention Center en San José, California.
En 2015 la revista Forbes lo colocó en segunda posición de su lista 40 por debajo de 40 (40 Under 40), que recopila las 40 personas de menos de 40 años más influyentes en los negocios. Forbes atribuyó a Straubel que convenciera a Elon Musk para invertir en Tesla.